# Zeitschrift für Familien- und Erbrecht
Die Zeitschrift für Familien- und Erbrecht, kurz ZFE, war eine deutsche juristische Fachzeitschrift (ISSN 1619-7003). Sie erschien im ZAP Verlag Münster ab 2002. Sie wurde mit Heft 07/2011 eingestellt. Die Inhalte werden fortgeführt in Familie und Recht (FuR) und Erbrecht – Zeitschrift für die gesamte erbrechtliche Praxis.